# ARM Cortex-X3
ARM Cortex-X3是ARM內核第三代X系列高性能CPU内核。

## 與ARM Cortex-X2的架構變化
- 与 Cortex-X2 相比，峰值性能提高了25%[1]。
- 当基于相同的进程、时钟速度和缓存设置（也称为 ISO 进程）时，IPC比Cortex-X2提升11%[2]。
- 与中端Intel Core i7-1260P (Alder Lake)相比，性能提升34%。

## 上市產品
- 联发科天玑9200/9200+[3]
- 高通骁龙8 Gen 2[4]